# Vicência
Vicência est une municipalité brésilienne située dans l'État du Pernambouc.